# Jasmin Krämer
Jasmin Krämer (* 27. Juni 1978) ist eine ehemalige deutsche Fußballspielerin.

## Karriere
Krämer gehörte dem FSV Frankfurt als Abwehrspielerin von 1997 bis 2005 ununterbrochen in der Bundesliga an. Ihr Bundesligadebüt gab sie erst am 29. August 1999 (1. Spieltag) bei der 0:10-Niederlage im Auswärtsspiel gegen den FCR Duisburg 55; ihr letztes von 76 Punktspielen bestritt sie am 1. Mai 2005 (19. Spieltag) beim 1:0-Sieg im Auswärtsspiel gegen den FC Bayern München.
Während ihrer Vereinszugehörigkeit gewann sie am Ende ihrer Premierensaison die Deutsche Meisterschaft. Im Wettbewerb um den nationalen Vereinspokal erreichte sie das am 16. Mai 1998 im Olympiastadion Berlin – als Vorspiel zum Männerfinale – ausgetragene Finale. Vor 35.000 Zuschauern war sie mit ihrer Mannschaft dem FCR Duisburg 55 mit 2:6 deutlich unterlegen; sie wurde zur zweiten Halbzeit für Martina Walter ausgewechselt.

## Erfolge
- Deutscher Meister 1998
- DFB-Pokal-Finalist 1998